# 裴春姫
裴 春姫（ペ・チュニ、ペ・チュンヒ）は、韓国の元慰安婦。1923年生まれで2014年6月8日に死亡したが、亡くなる前に朴裕河世宗大学校教授とともに韓国国内の慰安婦に関する主張と異なる証言音声・ビデオを残した。

## 人物
裴春姫は1923年に慶尚道星州で生まれ、早くに親を亡くし、祖母の下で育った。小学校に5年生まで通っていたが、その後は通わなくなった。
1942年、19歳の時に旧満州（現中国東北部）の旧日本軍の慰安婦となった。
韓国では「1942年友人ポンスンとともに彼女が引きずられて行ったところは中国の満州であり」とされているが、本人曰く友だちと一緒に大邱に行って、職業紹介所に行ったのが慰安婦になったきっかけと語っている。当時のことについて、「私は大邱出身で、つれて行かれたわけじゃなく、大邱に行って、人事紹介所、そこに行って、」「あの時は郡庁とかで、チラシで広告だしてて、スウォンからどこに行けばいいという、そういうチラシをたくさん出していたから、それを見て、（申し込みに）行ったんだ。」と語っている。
1945年時点で中国にいたが、日本からの独立を受けて、韓国に渡ったものの、当時の韓国国内生活に適応出来なかった。
朝鮮戦争の頃に日本に渡り、以降は日本列島で暮らすようになったが、演歌歌手として生活するなど長く暮らした。しかし、56歳の時に体調を崩したので、迎えとして甥を韓国から呼び寄せ、1981年に特別永住権を返還・韓国に帰国した。しかし、在日韓国人時代に苦労して貯めたお金を韓国の親戚による詐欺で失った。
慶尚南道・倭館邑で暮らしていた1990年代前半、金泳三大統領の時代に元慰安婦を探している放送を見て、慰安婦であったと名乗り出た。その後に1997年からナヌムの家に住むようになる。
ペは2012年9月29日に、財団法人を通じ仏教大学系の中央僧伽大学（同道金浦市）の奨学金として、慰安婦生活安定支援金などからコツコツと貯めた3000万ウォン（約209万円）を寄付している。
2013年に帝国の慰安婦出版後に当事者の考えを求めて、ナヌムの家を訪れてきた朴裕河と親しくなる。ペは挺対協とナヌムの家の両方に対して、「お金と賠償ばかりに固執している」と批判の意見を伝えた。両団体が主張していた賠償の要求についても批判した。
朴に団体の主張と異なる意見を伝えていると知られたことから、以降からナヌムの家の職員らに朴との交流を妨害され出した。そのため、二人は電話でもやり取りするようになった。ペが体調を崩し、京畿道光州市の病院に入院することになった際にも、朴裕河がお見舞いに来て、二人で話をしている途中で、病院の看護婦長を名乗る人物が来て、朴に「保護者じゃないなら、出て行ってください」と追い出した。この時にはペは、ナヌムの家から出たがっていた。
2014年1月頃から、「寒い」「寒いのに、部屋にはちゃんとしたカーテンもつけてもらえず、すきま風がひどい」と朴裕河に伝えていた。同年4月、ペは入院中でも上手に会話をすることも難しい体調になっていた。ペは朴裕河に身元引受人・保護者になってもらうことをも望み、朴も了承した。ところがその後、ペの意に反して、病院からナヌムの家に連れてかれることになり、そのあと体調が急変した。朴裕河は死後にペも望んでいたナヌムの家からの救出を実現出来なかったことに罪の意識があると語っている。
ペが朴裕河と最後に電話で会話出来たのは、2014年5月18日である。2014年6月8日に90歳で老衰でナヌムの家で亡くなった。
死後に朝日新聞の武田肇記者は2011年12月韓国留学中にナヌムの家で会った際に、日本語が上手で美空ひばりを歌ってくたこと、「日本政府の賠償はいらない。今貰っている支援金だけで十分だ」「だから水曜デモには行かない」と語っていたことを明かしている。
ハンギョレでナヌムの家安所長は「ハルモニが普段から目を瞑る前に日本政府の公式謝罪を受けたいと言っていたのに…」と述べている。
武田記者は「なんかハンギョレの記事とだいぶギャップがありますね」と返信が来た際に、上記のハンギョレの記事を引用し、「本当ですね。まるっきり別人みたいな印象です。この記者はペ・チュンヒさんに直接会ったことがあるのでしょうか……不思議です」と疑義を述べている。

### 朴裕河との交流・ナヌムの家による交流妨害
すべての個人情報は挺対協やナヌムの家が持っていたため、元慰安婦に会うには、どちらかを介さなければならなかった。2013年8月に『帝国の慰安婦』を出した朴裕河が、謝罪と補償について、当事者たちの考えを直接聞くため同月ナヌムの家を訪れ、何とか元慰安婦らと会えた。
ペは日本人の横に座った後に、「日本を許したい」と語り出した。そのため、朴から撮影許可を求められ、ペは自身の話を撮影することを許可した。
これ以降、ペは朴裕河と親しくなったが、二度目に朴が元慰安婦に会いに行った時は一時間会話するにも、何度もナヌムの家職員が会話妨害するように二人の様子を見にやってきて、自由に話すことが出来なくなっていた。朴はこの時に、交友関係のあったNHK記者と共に訪れていたが、ペとの交流をナヌムの家の安所長から警戒され、ぺとの会話映像撮影許可を安所長に拒否された。朴は所長の拒否は納得もいかなかったが、録画をあきらめ、ぺの部屋で話を聞いたが、その際にもナヌムの家の者が部屋に何度も入ってきた。
朴はペとの交流の経験から、「ナヌムの家の元慰安婦の方々には自分の意志とおりに外部の人に会える自由がないという事実だった。そうした状況はその後さらに繰り返し確認できた。」と述べている。その後はナヌムの家側が朴のナヌムの家への立ち入りを拒否し、会うこともできない有様だった。
ペは朴裕河との交流を安所長らナヌムの家によって警戒されたから、対面ではなく、朴裕河とは個人的に電話をするようになった。ペは朴に日本語を混ぜて話した。ペは慰安婦問題周辺の状況について批判していた。朴は「私が日本語を知っているということが、日本語で教育を受けたはずのぺさんの心を開かせた一因だったのだろう。」と語っている。
2013年12月18日が慰安婦に関するペとの最初の通話記録となっている。18日は「慰安婦が軍隊の後を追っていた」と記述した教学社の教科書が問題化した日だったために、ペはナヌムの家に取材に訪れた際の記者たちに対するナヌムの家の対応と、テレビで事実と異なる同じ写真ばかり使うこと、朴元淳の美しい財団が、元慰安婦のための「日本国民のお金」である五千万ウォンと知っていながら受け取ったこと、支援団体と一部の元慰安婦が主張する慰安婦への「強制連行」主張に対して懐疑や批判を述べた。
ペ以外の何人かの元慰安婦も、朴裕河に謝罪や補償のやり方について、「挺対協ではなく、私に補償金をください」など、支援団体の主張とは異なる話をしている。そこで、2014年4月に朴裕河は「慰安婦問題、第三の声」というシンポジウムで、保証金を個々に希望する元慰安婦の声なども紹介した。
2014年5月に13日に朴裕河は、ぺに会いにナヌムの家を尋ねるが、所長によって拒否される。その後もぺとは電話で話すが、告訴の話はなかった。このように朴裕河は元慰安婦らと個人的に親しい関係を持ち、その中で聞いた慰安婦支援団体らの利益に反する声を世間に伝えたため、支援団体の恨みを買い、法廷闘争に巻き込まれた。
ナヌムの家は挺対協よりも積極的な対外活動をしていなかったのに、朴裕河が2013年8月に『帝国の慰安婦』を発刊した直後ではなく、10か月も経ってペの死後である2014年に6月17日に『帝国の慰安婦』の内容を理由に告訴した。その背景には、朴が出版後にペを中心に慰安婦らとの交流しだし、訴訟の2か月前の同年4月に10か月の間に出会った支援団体の考えと異なる元慰安婦たちの声を社会に伝えるために、慰安婦問題の解決方式に疑問を持つ韓国人日本学者、元駐日特派員らと＜慰安婦問題、第三の声＞と題するシンポジウムを開き、それまで韓国国内で公に聞こえることのなかった元慰安婦の声を公開したことにあると指摘されている。
朴は「シンポジウムについて日韓両国のメディアが好意的に注目することがなければ、告訴されることはなかった。」と訴訟はシンポジウムへの反発が理由であとづけだと語っている。ぺが2014年6月8日に亡くなった後にナヌムの家の安所長は「ぺさんも国家賠償を求めていた」とインタビューに答えている。その報道を見た2014年6月10日に、朴はナヌムの家が嘘をついていることを告発するために、公開の際によってペに不利益が及ばないように死後まで公開しなかった、ペが国家賠償を求めていないことを語る録画をフェイスブックに公開した。
ペ元慰安婦の死後の同月17日にナヌムの家の所長とナヌムの家顧問弁護士が、元慰安婦9人の名前で朝鮮語版『帝国の慰安婦』記述の109箇所を、「虚偽であるがゆえの名誉棄損」として、著者朴と出版社代表を相手に全面販売禁止を求める刑事訴訟、同時に2億7000万ウォン〔約2700万円〕の損害賠償を求める民事訴訟を起こし、出版差し止めおよび元慰安婦への接近禁止の仮処分が申請され、7月から仮処分審理が始まる。家側が訴えた背景には朴がペ・チュニ慰安婦と親しく交流したこと、そしてそのぺを含む元慰安婦の方々数人の声を、シンポジウムを通じて世に送り出したという背景がある。そして原告のナヌムの家側が「慰安婦は自発的慰安婦」「慰安婦を非難した」とする報道資料を出したため、朴は国民的な非難にさらされることになるが、最終的には2017年1月25日朴裕河に無罪宣告がされる。
家側は朴が起訴に抗議する記者会見を開いた直後にも、「『朴さんがボランティアをやっているところを撮りたかった』とNHK記者が話した」という嘘をフェイスブックで拡散して「悪意のある嘘をフェイスブックに書いて私を非難した。」とし、またこれをメールでもいろんな人に送っていたこと、日本の支援者たちの集会でも同じことを話した。このため、日本の北原みのりらは所長の言葉の方を信じ、その嘘を SNSで拡散させたことを明かしている。
日韓合意後、これまで慰安婦運動を担ってきた人たちによる朴への攻撃はさらに強まり、学者による曲解・非難までも周辺の人が確認せずに信じて拡散させていると批判しているが、ペが生前、「遺産をすべて僧伽（スンガ）大学に寄付する」と言っていたのに、ナヌムの家による朴への訴訟を通じて、ペの遺族から遺産を奪ったことが明らかになっている。